# Pierre-Eugène Vibert
Pour les articles homonymes, voir Vibert.
Pierre-Eugène Vibert né le 16 février 1875 à Carouge et mort dans la même ville le 1er janvier 1937, est un artiste peintre, dessinateur, illustrateur et graveur suisse qui a partagé sa vie entre Genève et Paris.

## Biographie
Pierre-Eugène Vibert naît dans une famille pauvre ayant six enfants. Il est le frère cadet du sculpteur James Vibert. Il étudie entre 1890 et 1892 à l'école cantonale des Arts industriels de Genève, où il apprend le dessin auprès des peintres Barthélemy Menn et Pierre Pignolat, et surtout l'art de la gravure sur bois auprès d'Alfred Martin. En 1892, il quitte la Suisse avec son frère James et s'installe à Paris. Là, les frères se lient d'amitié avec les poètes Remy de Gourmont et Paul Fort et se rapprochent du cercle des symbolistes.
En 1897, Pierre-Eugène est proche des graveurs sur bois regroupés autour de la revue L'Image, et publie son premier album, Des Bois. À partir de 1898, Vibert grave ses premiers camaïeux et expose à Paris au Salon de la Société nationale des beaux-arts. Il est reconnu par le critique Noël Clément-Janin qui le rapproche de l'éditeur d'art Édouard Pelletan. En 1900, il obtient une médaille d'argent à l'Exposition universelle de Paris. En 1901, il épouse Louise Gillot, dont il aura 5 enfants.
En 1903, il est membre fondateur du Salon d'automne à Paris, où il expose également. En 1914, Vibert est nommé professeur de gravure sur bois à l'Académie Colarossi, mais lorsque la Grande Guerre éclate sa famille et lui quittent la France pour rentrer à Carouge ; en 1920, il est nommé professeur à l'École des beaux-arts de Genève, où, après avoir d'abord enseigné le croquis d'après nature, il rouvre la classe de gravure sur bois en 1934 ; il y a notamment pour élève le futur écrivain Jacques Aeschlimann. Par la suite il partage son temps entre Genève et Paris.
Il habita au no 31 route du Chêne Rogneux à Grosrouvre dans le département des Yvelines. Son fils Jean-Paul y installa par la suite une imprimerie d'art dont l'activité se poursuivit jusqu’en 1995.
En 1990, un autre fils de Vibert, Jean-James, libraire à Lausanne, fait don, d'une part, de plus de cent oeuvres de son père au Cabinet cantonal des estampes, Musée Jenisch à Vevey, et, d'autre part, à la Bibliothèque municipale de Lausanne, d'une collection de livres illustrés par son père.

## Sujets et techniques utilisées
Vibert a réalisé des portraits et des paysages. Il a pratiqué la xylographie, créé des affiches, des polices de caractères ainsi que des illustrations. Le plus souvent il a utilisé en gravure une technique en camaïeu, c'est-à-dire en deux couleurs.
En plus de ses créations personnelles, il a réalisé quelques gravures d'après des dessins de nus féminins faits par André Rouveyre, ainsi que des portraits réalisés par ce dernier[pas clair] et notamment celui d'Antonio de La Gandara.

## Expositions
- 1911 : exposition des oeuvres de Vibert (xylographies, dessins, peintures et autres objets d'art) à Bâle, Berne et Genève (Musée Rath)[14].
- 1924 : exposition de Vibert à la Kunsthalle de Berne[8].
- 1925 : participation à l'Exposition des Arts décoratifs de la Ville de Paris, où il reçoit une médaille d'or[15].
- 1936 : importante exposition des peintures, aquarelles, dessins et gravures de Vibert à la Galerie Pelletan-Helleu, à Paris[16].
- 1937 : exposition posthume de Vibert au Cabinet des estampes de l'Ecole polytechnique fédérale de Zurich[17].
- 1938 : rétrospective de l'oeuvre de Vibert au Musée Rath, Genève[17].
- 1957 : Genève : Musée Rath : Musée de l'Athénée (Cent ans de peinture genevoise : à l'occasion du centenaire de la Société des amis des beaux-arts)[18].
- 1976 : exposition de gravures de Vibert à la Bibliothèque publique et universitaire de Genève[19].
- 1987 : exposition de livres illustrés, dessins, peintures et gravures de Vibert à la Bibliothèque municipale de Carouge[19].
- 1993 : exposition de livres illustrés et gravures de Vibert à la Bibliothèque municipale de Lausanne[20].
- 2000 : exposition de bois gravés de Vibert au Cabinet cantonal des estampes, Musée Jenisch, Vevey, puis au Musée de Carouge[21].

## Quelques œuvres

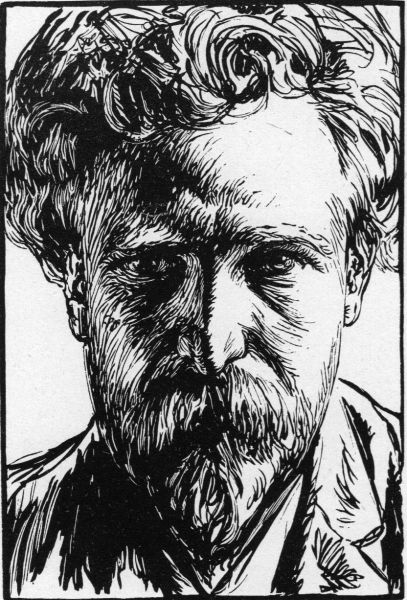
Autoportrait.
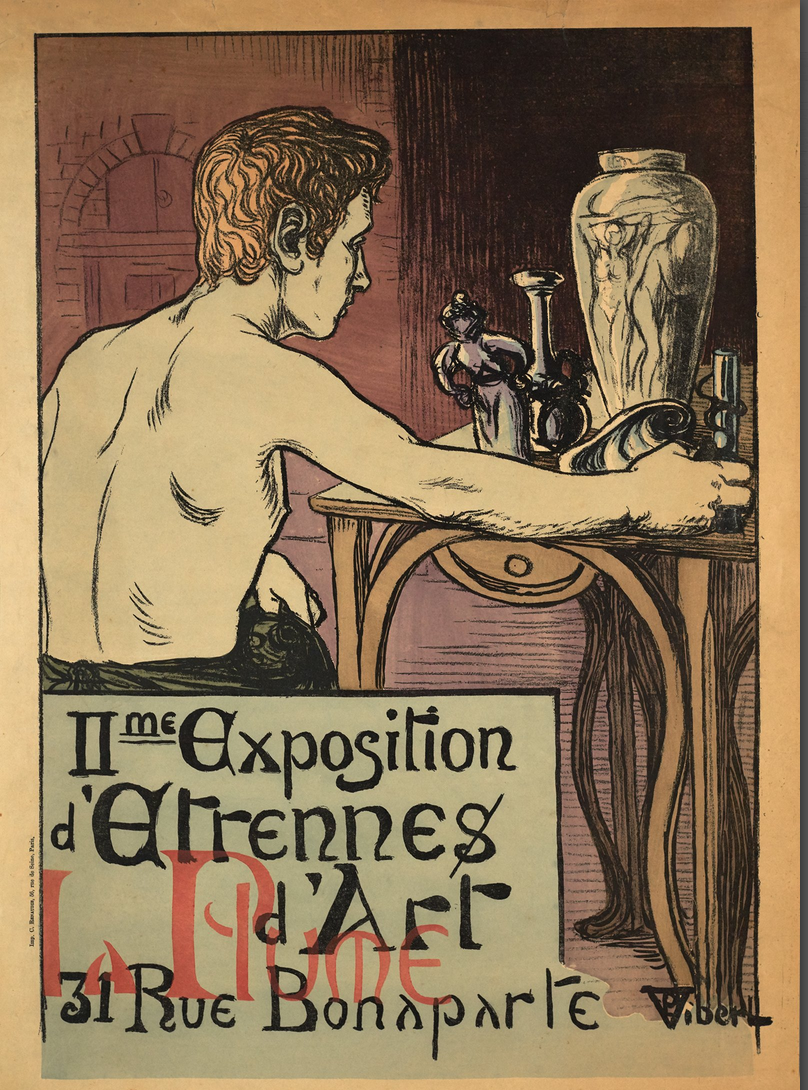
Affiche pour la galerie de La Plume (vers 1900).
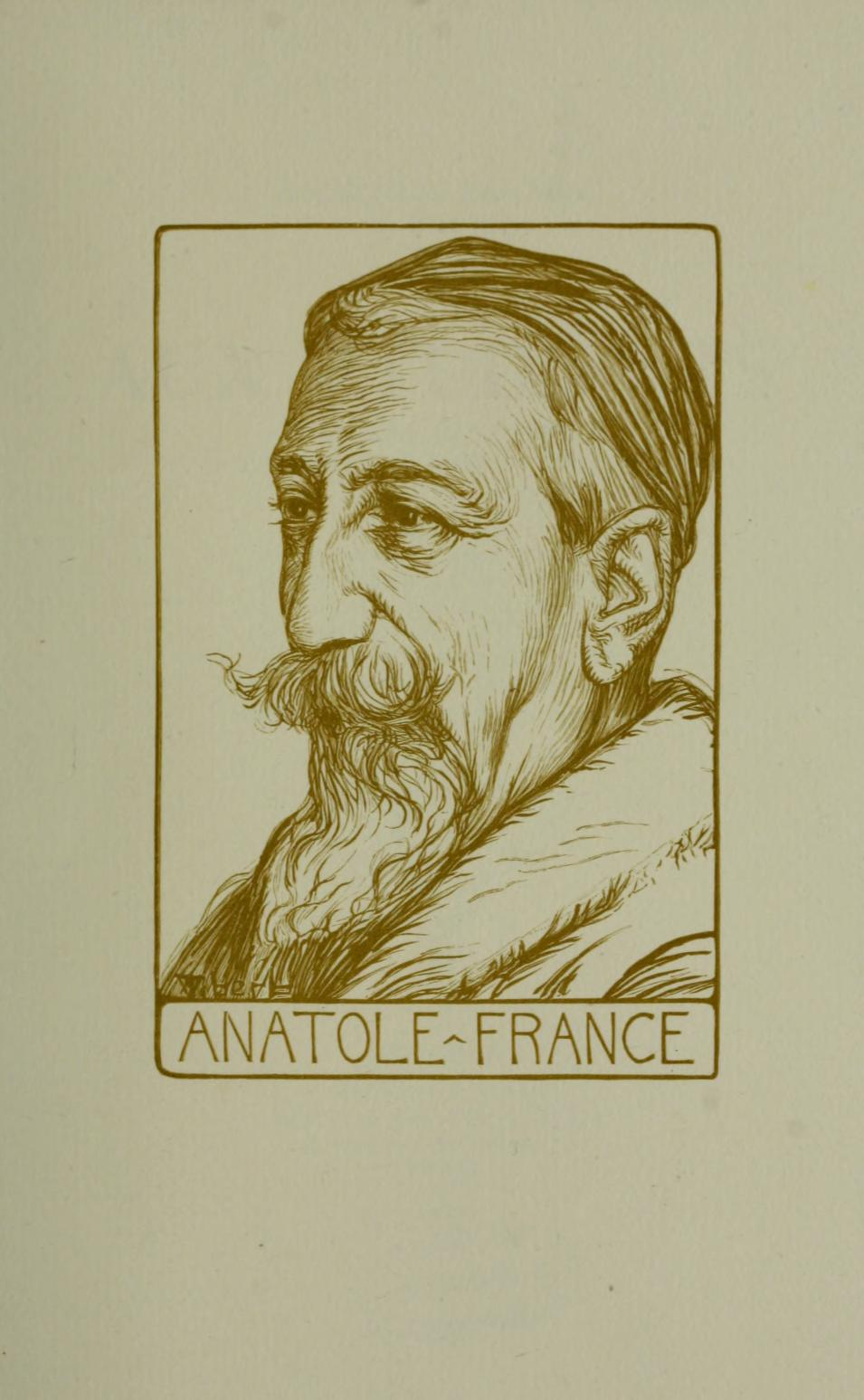
Anatole France (1910).
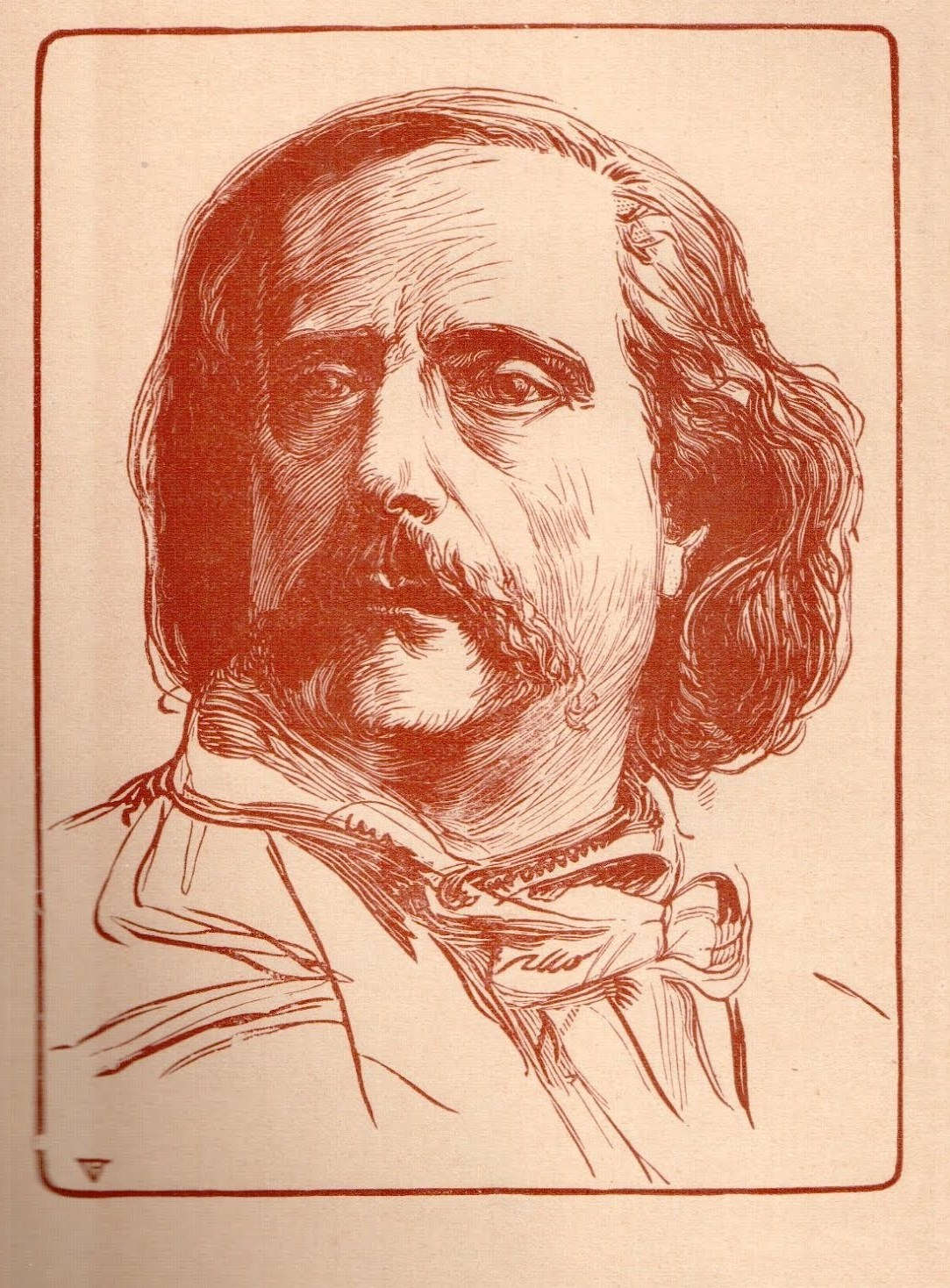
Barbey d'Aurevilly.
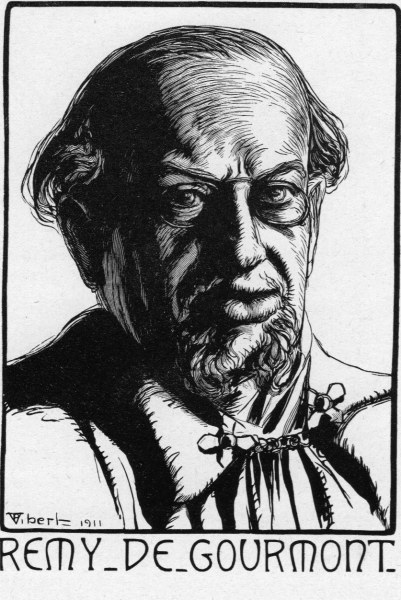
Remy de Gourmont (1911).
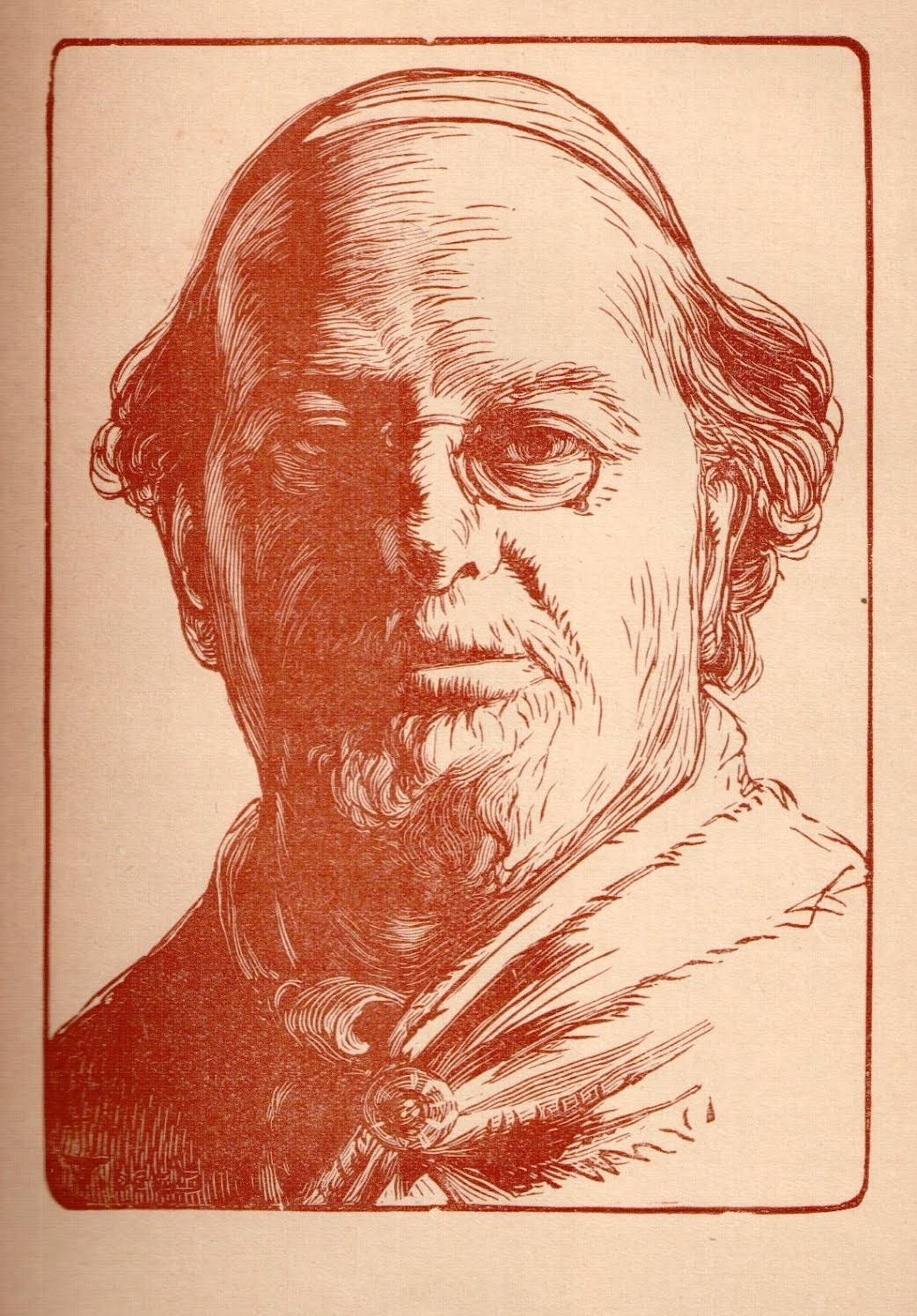
Remy de Gourmont.
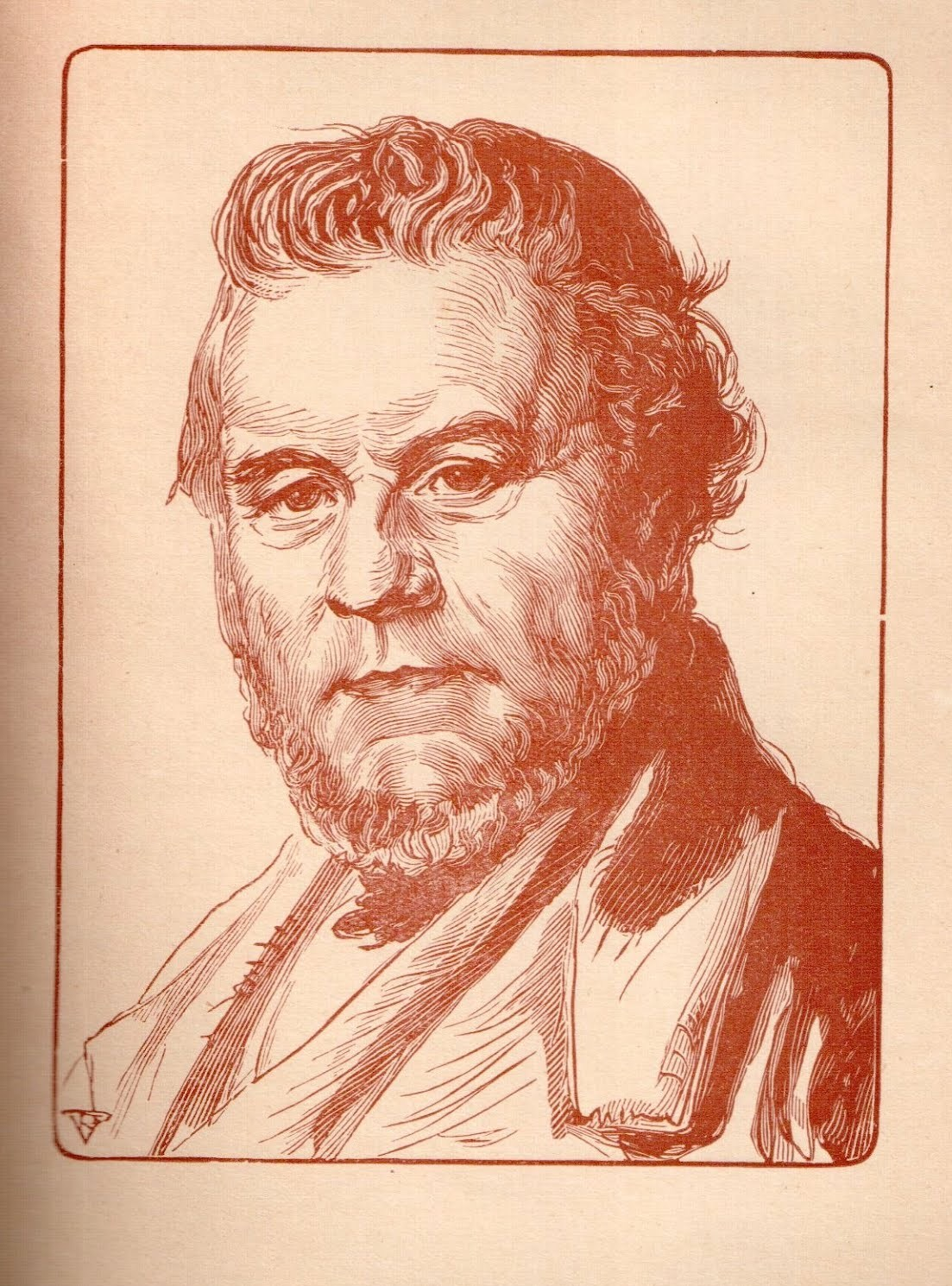
Stendhal.
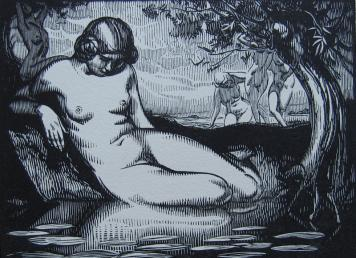
Harmonie (1931)
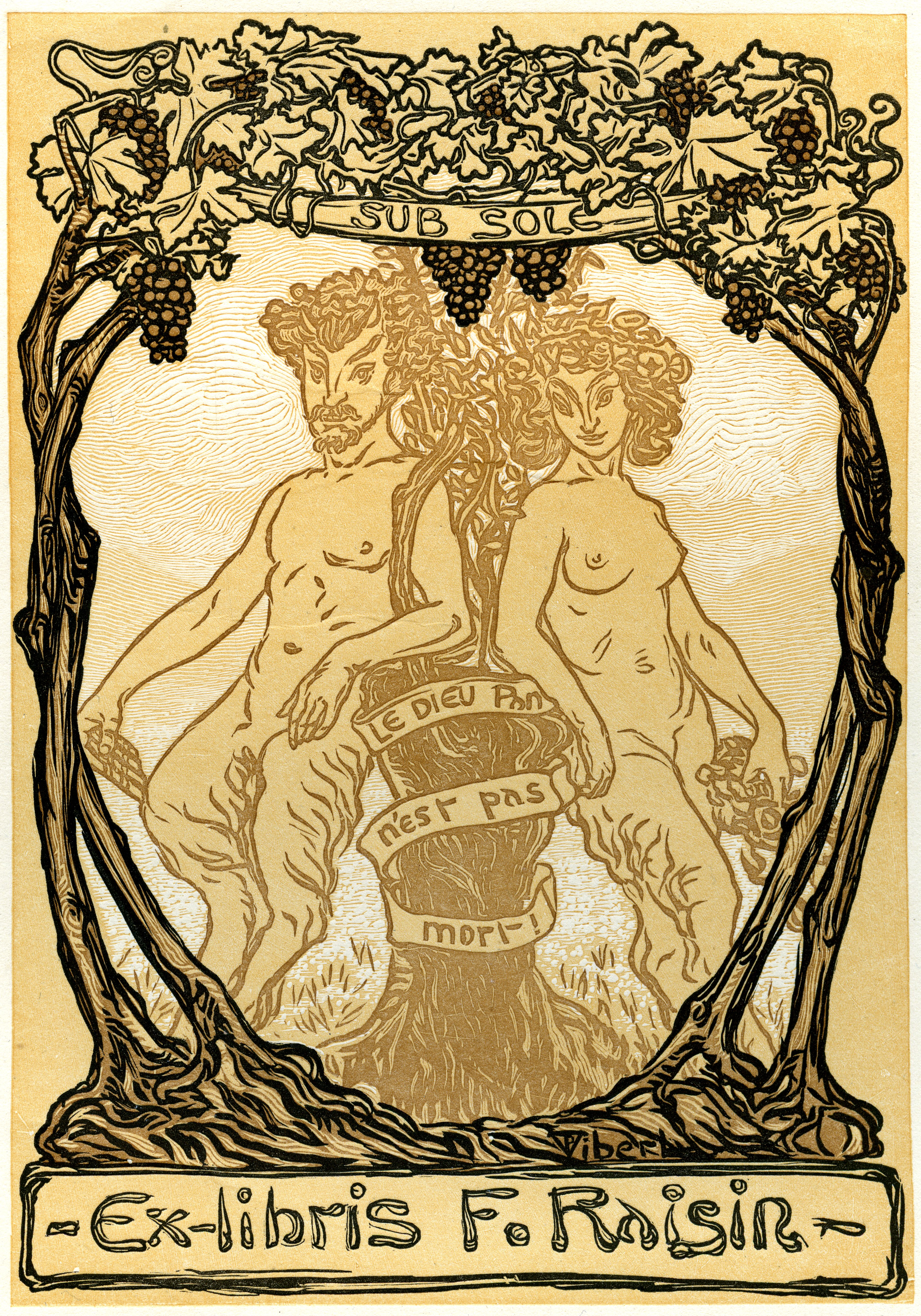
Ex-libris de Frédéric Raisin, bibliophile genevois.
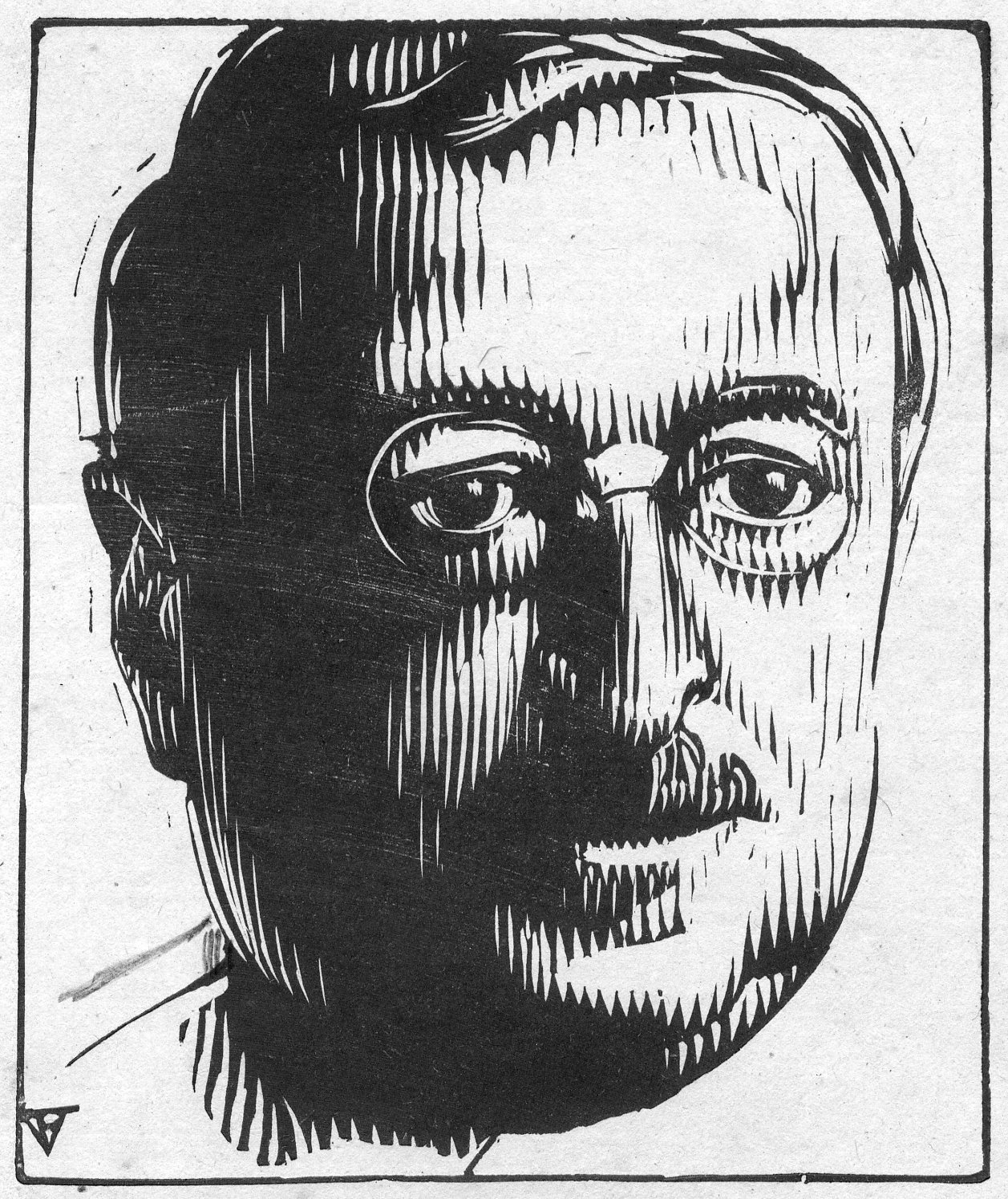
Portrait de l'éditeur Georges Crès

## Ouvrages illustrés
- Pierre-Eugène Vibert, Des bois, [S.l.] : Bibl. d'art de La critique, 1898
- Anatole France, Aux étudiants : discours prononcé à la Maison des étudiants le samedi 28 mai 1910, Paris : E. Pelletan, 1910
- Charles Baudelaire, Les Fleurs du mal, Paris : G. Crès, 1911
- Noël Clément-Janin, Coups d'œil sur Paris, illustrés de 84 compositions de Charles Heyman dont 21 eaux-fortes originales et 63 dessins gravés sur bois par Pierre-Eugène Vibert, Paris, Charles Hessèle, 1911.
- Villiers de L'Isle-Adam, Axël, Paris : G. Crès, 1911
- J. Barbey d' Aurevilly, Les diaboliques, Paris : G. Crès, 1912
- Maurice Barrès, Un homme libre, Paris : G. Crès, 1912
- Eugène Fromentin, Dominique, Paris : G. Crès, 1912
- Rémy de Gourmont, Divertissements : poèmes en vers, Paris : G. Crès, 1912
- J.-K. Huysmans, Là-bas, Paris : G. Crès, 1912
- Pierre Louÿs, La femme et le pantin, Paris : G. Crès, 1912
- Paul Hyacinthe Loyson, Les âmes ennemies, Paris : E. Pelletan, 1912
- Henri de Régnier, Contes de France et d'Italie, Paris : G. Crès, 1912
- J.-J. Rousseau, Les confessions, Paris : G. Crès, 1912
- Emile Verhaeren, Les blés mouvants, Paris : G. Crès, 1912
- Maurice Barrès, Sous l'œil des barbares, Paris : G. Crès, 1913
- Léon Bloy, Le désespéré, Paris : G. Crès, 1913
- Benjamin Constant, Adolphe, Paris : G. Crès, 1913
- Théophile Gautier, Emaux et camées, Paris : G. Crès, 1913
- Gœthe, Faust et le second Faust, Paris : G. Crès, 1913
- Remy de Gourmont, Lettres d'un satyre, Paris : G. Crès, 1913
- Villiers de L'Isle-Adam, Le Nouveau-Monde, Paris : G. Crès, 1913
- Pierre Louÿs, Aphrodite, Paris : G. Crès, 1913
- Pierre Louÿs, Les Chansons de Bilitis, Paris : G. Crès, 1913
- Pétrone, Le Satyricon, Paris : G. Crès, 1913
- Abbé Prévost, Histoire du chevalier Des Grieux et de Manon Lescaut, Paris : G. Crès, 1913
- Marcelle Tinayre, La maison du péché, Paris : G. Crès, 1913
- Voltaire, Candide ou L'optimisme, Paris : G. Crès, 1913
- Maurice Barrès, L'abdication du poète, Paris : G. Crès, 1914
- Charles Baudelaire, Petits poèmes en prose, Paris : G. Crès, 1914
- Rémy de Gourmont, Lettres à l'Amazone, Paris : C. Crès, 1914
- Jules Renard, Poil de carotte, Paris : G. Crès, 1914
- H. Taine, Vie et opinions de M. Frédéric-Thomas Graindorge, Paris : G. Crès, 1914
- Paul Verlaine, Parallèlement, Paris : G. Crès, 1914
- Eugène Fromentin, Les maîtres d'autrefois : Belgique, Hollande, Paris : G. Crès, 1915
- Enrique Larreta, La gloire de don Ramire, Paris : G. Crès, 1915
- J.-K. Huysmans, Le drageoir aux épices, Paris : G. Crès, 1916
- Rachilde, La tour d'amour : roman, Paris : Les Maîtres du livre, 1916
- Pierre-Eugène Vibert, Dix gravures sur bois : environs de Paris, Paris, Georges Crès & Cie, 1916.
- Charles Baudelaire, Les paradis artificiels, Paris : G. Crès, 1917
- André Gide, L'immoraliste, Paris : G. Crès, 1917
- Rémy de Gourmont, Physique de l'amour, Paris : G. Crès, 1917
- Voltaire, L'Ingénu, Paris : G. Crès, 1917
- Maurice Barrès, Colette Baudoche, Paris : G. Crès, 1918
- Rudyard Kipling, Contes choisis, Paris : G. Crès, 1918
- Emile Verhaeren, Kato, Genève : W. Kundig, 1918
- Elémir Bourges, Le crépuscule des dieux, Paris : G. Crès, 1919
- R.-W. Emerson, Hommes représentatifs, Paris : G. Crès, 1919
- Paul Fort, Au Pays de l'Yveline, Paris : éd. E. Pelletan - R. Helleu, 1919
- Maurice de Guerin, Le centaure ; La bacchante, Genève : Georg, 1919
- Philippe Monnier, Mon village, Genève : Georg ; Paris : G. Crès, 1919
- Gérard de Nerval, Sylvie, Paris : G. Crès ; Genève : Georg, 1919
- Albert Samain, Aux flancs du vase, Paris : G. Crès, 1919
- Jacques Cazotte, Le diable amoureux, Paris : G. Crès, 1920
- André Gide, La porte étroite, Paris : G. Crès, 1920
- Jules Laforgue, Moralités légendaires, Paris : G. Crès, 1920
- Louis Mercier, Les pierres sacrées, Lyon : H. Lardanchet, 1920
- Bernardin de Saint-Pierre, Paul et Virginie, Paris : G. Crès, 1920
- Carl Spitteler, Gustave, Genève : Georg ; Paris : G. Crès, 1920
- Gabriel Faure, Paysages passionnés, Paris : Perrin, 1921
- Salomon Gessner, Daphné, Genève : Philémon, 1921
- Maurice de Guerin, Le cahier vert, Paris : G. Crès, 1921
- Pierre Mille, Barnavaux, Paris : G. Crès, 1921
- Edgar Poe, Histoires grotesques et sérieuses, Paris : G. Crès, 1921
- Marcel Schwob, Vies imaginaires, Paris : G. Crès, 1921
- Paul Verlaine, Amour, Paris : G. Crès, 1921
- Paul Verlaine, Jadis et naguère, Paris : G. Crès, 1921
- Henri-Frédéric Amiel, Fragments d'un journal intime, Genève : Georg ; Paris : G. Crès, 1922
- Henry Bordeaux, La peur de vivre, Paris : H. Jonquières, 1922
- Chamfort, Maximes et pensées, Paris : G. Crès, 1922
- Alphonse Daudet, Numa Roumestan, Paris : G. Crès, 1922
- Edouard Estaunié, Solitudes, Paris : G. Crès, 1922
- Salomon Gessner, Idylles, Genève : Sonor ; Paris : G. Crès, 1922
- Rémy de Gourmont, Le chemin de velours, Paris : G. Crès, 1922
- Léon Tolstoï, La sonate à Kreutzer, Paris : G. Crès, 1922
- Honoré de Balzac, La peau de chagrin, Paris : G. Crès, 1923
- Alphonse Daudet, L'évangéliste, Paris : G. Crès, 1923
- Léon Savary, Le secret de Joachim Ascalles, Genève : A. Ciana ; Lausanne : Ed. Spes, 1923
- Paul Verlaine, Romances sans paroles, Paris : G. Crès, 1923
- Léon Bloy, La femme pauvre, Paris : G. Crès, 1924
- Chamfort, Caractères et anecdotes, Paris : G. Crès, 1924
- Charles Maurras, Les amants de Venise, Paris : G. Crès, 1924
- Arthur Rimbaud, Poésies complètes, Paris : G. Crès, 1924
- François Ruchon, Jules Laforgue (1860-1887) : sa vie, son œuvre, Genève : A. Ciana ; Paris : Champion, 1924
- Henri Bergson, L'intuition philosophique, Paris : E. Pelletan : Helleu et Sergent, 1927
- Maurice Maeterlinck, Serres chaudes, Paris : E. Pelletan : Helleu et Sergent, 1927
- Gœthe, Les affinités électives, Paris : Au Pot cassé, 1929
- Charles Baudelaire, Curiosités esthétiques, Paris : Helleu et Sergent, 1930
- Edouard Martinet, Verjus, Genève : A. Jullien, 1930
- Ami Frague, Reflets d'altitude, Genève : M. Slatkine, 1932
- Henri de Ziégler, Idylle, Neuchâtel ; Paris : V. Attinger, 1932